# Yersinia pestis
Yersinia pestis (Lehmann-Neumann, 1896) è il batterio agente eziologico della peste.
Si tratta di un cocco-bacillo gram-negativo a forma di bastoncino senza spore, appartenente alla famiglia Yersiniaceae. 
Esso fa parte dei batteri non coliformi e, pertanto, non è in grado di fermentare il lattosio.
Presenta catalasi (+) ed è quindi in grado di scindere il perossido di idrogeno in acqua e ossigeno.
La sua fermentazione è acido mista e, se coltivato in terreni contenenti sangue, cresce meglio.
Chiamato in passato Pasteurella pestis, è un organismo anaerobico facoltativo in grado di infettare l'uomo attraverso la pulce del ratto orientale provocandogli la peste in tutte le sue forme (bubbonica, setticemica e polmonare).
In America settentrionale può infettare anche altri mammiferi differenti dall'uomo quali il cane della prateria dalla coda nera e il furetto dai piedi neri.

## Storia
Nel corso della storia umana, le tre diverse forme in cui la patologia si presenta sono state responsabili di numerose morti a seguito di una serie di epidemie, tra cui la peste di Giustiniano del VI secolo, la peste nera che uccise almeno un terzo della popolazione europea tra il 1347 e il 1353, la Grande peste di Londra del 1665 e la cosiddetta terza pandemia con cui si intende la peste moderna iniziata alla fine del XIX secolo in Cina e che, diffondendosi sui battelli a vapore, causò quasi 10 000 000 di morti. Si suppone che tali epidemie abbiano anticamente avuto origine in Cina per poi diffondersi in occidente attraverso le rotte commerciali. Una ricerca del 2018 ha suggerito che la Yersinia pestis possa essere stato la causa di ciò che è stato definito come periodo del "declino del mondo Neolitico", in cui le popolazioni europee diminuirono in modo significativo.
Tracce di DNA di Yersinia pestis sono state rinvenute negli scheletri sepolti in dieci siti europei e del Maghreb interessati dalla pestilenze del XIV e del XVII secolo. In Italia, la presenza del bacillo è stata confermata a Venezia, Genova, Parma e nel Regno di Napoli.
Il batterio Yersinia pestis venne scoperto nel 1894 da Alexandre Yersin, un medico franco-svizzero, operante come batteriologo dell'Istituto Pasteur durante un'epidemia di peste scoppiata a Hong Kong. Yersin apparteneva alla scuola di pensiero di Pasteur. Kitasato Shibasaburō, un batteriologo giapponese di formazione tedesca che praticava la metodologia di Koch, era anch'egli impegnato all'epoca nella ricerca dell'agente causale della peste.
Inizialmente il batterio fu chiamato Pasteurella pestis in onore di Louis Pasteur, tuttavia nel 1944 si riconobbe il merito di Yersin nel riconoscere per primo la correlazione tra la peste e questo batterio, che venne così ribattezzato Yersinia pestis.
Ogni anno, migliaia di casi di peste vengono ancora segnalati all'Organizzazione mondiale della sanità, sebbene per la maggior parte dei pazienti, se trattati con una cura adeguata, la prognosi appaia a oggi molto migliore.
Durante la guerra del Vietnam si è assistito a un aumento, da cinque a sei volte, dei casi in Asia, probabilmente a causa dell'interruzione degli ecosistemi e della maggior vicinanza tra persone e animali.
Agli inizi del XXI secolo la peste si trova più frequentemente nell'Africa subsahariana e nel Madagascar, aree in cui si verifica oltre il 95% dei casi segnalati.

## Patologie
È l'agente eziologico della peste: si tratta di una zoonosi (di topi, ratti, scoiattoli, conigli, lepri, marmotte, ecc.) la cui trasmissione avviene attraverso le pulci (che rigurgitano il contenuto batterico al pasto successivo). L'animale è pestigeno e pestifero.
Se inoculato dalla pulce nell'organismo umano, il bacillo viene fagocitato dai monociti e dai granulociti polimorfonucleati (neutrofili). Solo i neutrofili riescono a degradare il batterio, che invece continua a vivere all'interno dei monociti, dove sviluppa degli antigeni (frazione I, antigene V, antigene W) che gli conferiscono un particolare potere antifagocitario. Il potere patogeno del batterio potrebbe essere anche dovuto alla tossina murina.
L'incubazione è di 2-7 giorni.
Si distinguono tre forme:
- peste bubbonica, data dalla proliferazione nei linfonodi con conseguente necrosi. Se non trattata, evolve in setticemia e può talvolta esitare in polmonite secondaria.
- peste polmonare, con trasmissione attraverso le vie aeree. Si tratta di una polmonite primaria, mortale in meno di 4 giorni.
- peste setticemica, forma più rara, ma letale, per via dell'infezione generata nel sangue dopo la puntura del vettore.